# Lophozia druceaea
Lophozia druceaea là một loài Rêu trong họ Jungermanniaceae. Loài này được Grolle & E.A. Hodgs. mô tả khoa học đầu tiên năm 1972.